# The Spotnicks
The Spotnicks er en svensk musikgruppe, som blev dannet i 1961 i Göteborg. Sammen med The Shadows fra England og The Ventures fra USA er de blandt de mest fremtrædende instrumentale guitargrupper fra 1960'erne.

## Historie
- 1956: Bo Starander (11. marts 1942) og Björn Thelin (27. juni 1942) startede duoen The Rebels.
- 1957: Rockgruppen Rock-Teddy and The Blue Caps blev dannet med Bo Winberg ( 27. marts 1939), Bo Starander og Björn Thelin.
- 1958: Gruppen The Frazers blev dannet af Bo Winberg sammen med Bo Starander, Björn Thelin og Ove Johansson.( 30. marts 1940)
- 1960: Gruppen blev professionelle
- 1961: The Spotnicks blev dannet under stærk indflydelse af The Ventures. Navnet stammer fra det russiske ord sputnik. Bo Starander skiftede navn til Bob Lander.
- 1961: plade debuterede  med The old spinning wheel.
- 1962: The Spotnicks medvirkede i tv-programmet Nya Ansikten fra Göteborg. De optrådte i rumdragter, som de havde lånt af Povel Ramel. Rumdragterne havde hjelme med antenner og fire arme. Det grundlagde The Spotnicks' rumimage, som holdt til de i 1966 fik nye kostumer, designet af Pierre Cardin.
- 1962: The Spotnicks' første LP udkom på Karusell. Den blev indspillet på 17 timer i London. Den blev ofte spillet på Radio Luxembourg, hvilket gjorde gruppen kendt i Europa. LP'en hedder Spotnicks in London, Out-a space.
- 1962: Melodien Orange Blossom Speciale, gik ind på New Musial Express hitliste Top 50 i juni 1962, nåede en 29. plads og var på listen i 10 uger også melodien The Rocket Man lå i september på top 50, nåede en 38. plads og lå der i 9 uger.

## Sound
I starten var alle musikerne koblet til en fælles forstærker med en bashøjttaler på hele 30" fra Electrovoice. Det var et lydanlæg beregnet til biografer. Desuden var der 6 højttalere på 12" til det øvrige lydområde. Både forforstærkerne og udgangsforstærkeren var med vacuumrør.
Den specielle guitarlyd fik man frem ved at bruge knapperne på forstærkerne og guitarerne sammen med reverb og et hjemmelavet ekkosystem. Nu om dage bruger Bo Winberg også en digital kompressor til sin Fender Stratocaster, som er koblet til en Ampeg-forstærker. Bo og Bob bruger også en håndbygget rørforstærker, som kaldes Signature Bo Winberg. 

## The Spotnicks i Paris
Bo Winbergs guitar havde en indbygget radiosender med modtager i forstærkeren, så han kunne spille trådløst. Da The Spotnicks indspillede en plade i Paris i 1963 ville en journalist prøve Bo Winbergs guitar. Det viste sig, at senderen brugte samme frekvens som politiradioen i Paris. Politiet sporede forstyrrelserne til studiet og fik senderen stoppet. Da nyheden nåede Sverige, var den blevet blæst op til, at studiet var blevet stormet af politi med maskinpistoler.
 Der er for få eller ingen kildehenvisninger i denne artikel, hvilket er et problem. Du kan hjælpe ved at angive troværdige kilder til de påstande, som fremføres i artiklen.